# Lijst van voetbalinterlands Curaçao - Puerto Rico
Deze lijst van voetbalinterlands is een overzicht van alle officiële voetbalwedstrijden tussen de nationale teams van Curaçao en Puerto Rico. De landen speelden tot op heden drie keer tegen elkaar. De eerste ontmoeting, een kwalificatiewedstrijd voor de Caribbean Cup 2014, werd gespeeld in Bayamon op 3 september 2014. Het laatste duel, een vriendschappelijke wedstrijd, vond plaats op 13 juni 2023 in Fort Lauderdale (Verenigde Staten).

## Wedstrijden
| № | Plaats          | Datum            | Competitie                      | Wedstrijd             | Uitslag |
| - | --------------- | ---------------- | ------------------------------- | --------------------- | ------- |
| 1 | Bayamon         | 3 september 2014 | Caribbean Cup 2014 kwalificatie | Puerto Rico – Curaçao | 2 – 2   |
| 2 | Bayamon         | 11 oktober 2016  | Caribbean Cup 2017 kwalificatie | Puerto Rico − Curaçao | 2 − 4   |
| 3 | Fort Lauderdale | 13 juni 2023     | Vriendschappelijk               | Puerto Rico − Curaçao | 0 − 0   |

## Samenvatting
| Competitie                 | Totaal gespeeld | Winst Curaçao | Gelijk | Winst Puerto Rico | Doelsaldo Curaçao – Puerto Rico |
| -------------------------- | --------------- | ------------- | ------ | ----------------- | ------------------------------- |
| Caribbean Cup-kwalificatie | 2               | 1             | 1      | 0                 | 6 − 4                           |
| Vriendschappelijk          | 1               | 0             | 1      | 0                 | 0 − 0                           |
| Totaal                     | 3               | 1             | 2      | 0                 | 6 − 4                           |

Wedstrijden bepaald door strafschoppen worden, in lijn met de FIFA, als een gelijkspel gerekend.